# Alfred Merlin
Pour les articles homonymes, voir Merlin (homonymie).
Alfred Merlin, né le 13 mars 1876 à Orléans et mort le 16 mars 1965 à Neuilly-sur-Seine, est un historien, archéologue, pionnier et fondateur de l'archéologie sous-marine, numismate et épigraphiste français.

## Biographie

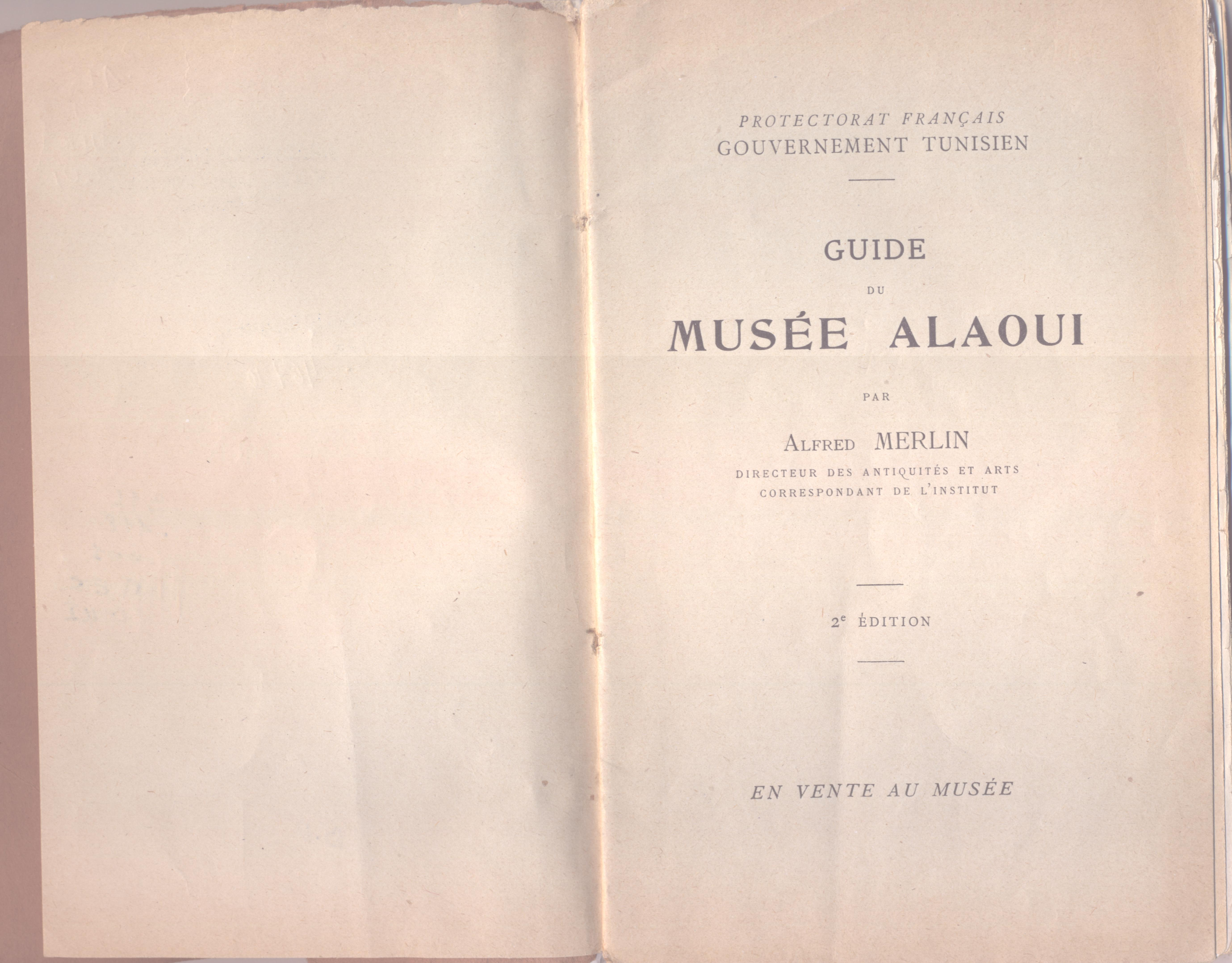
Guide du musée Alaoui (musée du Bardo) par Alfred Merlin, 1915.

Après des études à l'École normale supérieure, il est reçu à l'agrégation d'histoire et géographie en 1900 puis part à l'École française de Rome (1901-1903). Il occupe ensuite le poste de directeur du service des antiquités en Tunisie entre 1906 et 1920, où il est l'un des pionniers de l'exploration du site archéologique de Dougga, entre 1901 et 1902.
C'est en 1907 qu'il est alerté par des pêcheurs d'éponges grecs croisant entre Sousse et Sfax sur l'existence d'un amas de colonnes mêlées à des débris de toute sorte gisant par une quarantaine de mètres de profondeur. Merlin s'assure alors le concours des autorités maritimes locales et les soutiens financiers pour lancer les premières campagnes de fouille archéologique sous-marine sur l'épave de Mahdia. Il remet ainsi à la surface quelques objets d'art athéniens remontant au Ier siècle av. J.-C., dont le célèbre Hermès en bronze de Dionysos, portant la signature de son sculpteur Boéthos de Chalcédoine, et dont la réplique trône sur la cheminée de son cabinet de Neuilly-sur-Seine. Les campagnes menées par Merlin sur l'épave se succèdent jusqu'en 1913. Pour rendre honneur à son travail, le DRASSM a décidé de baptiser son deuxième navire de recherches de son nom (le premier étant l'André Malraux).

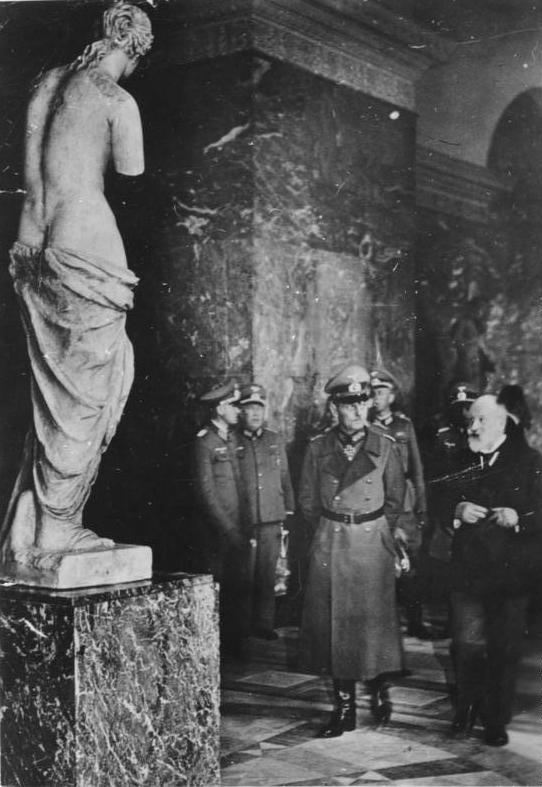
Alfred Merlin faisant visiter les collections du musée du Louvre au maréchal Gerd von Rundstedt, chef des troupes d'occupation allemandes, en octobre 1940.

Il devient ensuite conservateur puis conservateur en chef des antiquités gréco-romaines du musée du Louvre de 1921 à 1946.
Élu le 23 mars 1928 comme membre ordinaire de l'Académie des inscriptions et belles-lettres, au fauteuil de Gustave Fougères, il en devient président pour 1937 et 1948, puis secrétaire perpétuel de 1948 jusqu'à sa démission en 1964. Il occupe par ailleurs la fonction de président de l'Institut de France pour 1948.
Alfred Merlin est le gendre de l'historien René Cagnat, son épouse Renée est décédée le 2 mars 1968 à l'âge de 87 ans.

## Héritage
- L'Alfred Merlin, un navire d'exploration archéologique au service du DRASSM, en service depuis 2021[4].

## Publications
La grande majorité des travaux d'Alfred Merlin consiste en des communications faites auprès du Comité des travaux historiques et scientifiques :
- L'Aventin dans l'Antiquité, BEFR, fasc. 97, 1906 ;
- L'Année épigraphique (directeur).

## Distinctions
- Commandeur de la Légion d'honneur (15 janvier 1954)[5]
- Officier de l'Instruction publique
- Commandeur de l'ordre du Nichan Iftikhar
- Chevalier de l'Ordre du Nichan el Anouar

## Sources et bibliographie
- Pierre Boyancé, « Nécrologie : Alfred Merlin (1876-1965) », Mélanges d'archéologie et d'histoire, vol. 77, nos 77-2,‎ 1965, p. 641-642 (lire en ligne, consulté le 22 juillet 2018)
- Georges Tessier, « Notice sur la vie et les travaux de M. Alfred Merlin, Secrétaire perpétuel honoraire de l'Académie », CRAI, vol. 109, no 2,‎ 1965, p. 482-494 (lire en ligne, consulté le 22 juillet 2018)